# 亞克斯奧德賽
《亞克斯奧德賽》是狼組在1991年推出的一款動作角色扮演遊戲，並於1993年推出超級任天堂移植版，名稱為《亞克斯精神》。

## 劇情
數百年前，強大的女巫卡斯托米拉試圖摧毀亞克斯之地，並將其重建為一個充滿混亂和黑暗的地方，唯一能阻止她的人是光之王的孫女——莉蒂公主。莉蒂向卡斯托米拉發起挑戰，兩人激戰數日後，光明的力量打倒了卡斯托米拉，並將她永遠放逐到黑暗世界。莉蒂預測卡斯托米拉可能再度回歸，於是創造了一把名為「莉蒂之力」的魔劍，並將其託付給亞克斯王保管。
一千年後，卡斯托米拉的追隨者為了復活他們的女主人，於是偷走了魔劍。由於黑暗的力量日漸強大，四位勇者挺身而出，阻止卡斯托米拉的第二次降臨，並使亞克斯恢復和平。在遊戲的最後，玩家可以選擇用劍打敗卡斯托米拉或幫助她恢復力量。

## 外部連結
- 莫比游戏上的《Arcus Odyssey》（英文）